# Dragon (växt)
För andra betydelser, se Dragon.
Dragon (Artemisia dracunculus) är en flerårig ört i familjen korgblommiga växter som odlas som kryddväxt. Det är de aromatiska bladen som används, torkade eller färska, som krydda. Örten kan bli upp till 150 centimeter hög och bladen är mörkgröna och smala med spetsig topp och sitter tätt utefter stjälken. Den taxonomiska behandlingen av örten har varierat genom åren och i existerande litteratur förekommer lite olika syn på taxonomin, men en modern syn är att dragon är en art, utan underarter, men botaniskt sett kan delas in i ett antal varieteter, och två huvudsakliga kulturformer. De två kulturformerna är fransk dragon och rysk dragon. Fransk dragon betecknas som Artemisia dracunculus Sativa-Gruppen eller Artemisia dracunculus 'Sativa', och rysk dragon betecknas som Artemisia dracunculus Glauca-Gruppen eller Artemisia dracunculus 'Inodora'. Fransk dragon är den mest uppskattade sorten i kulinariska sammanhang och tros ha uppstått ur rysk dragon genom selektion. Smaken hos fransk dragon är distink, örtig, sval och söt med en ton av lakrits (från smakämnet estragol) som påminner om anis och basilika. Den är särskilt populär i det franska köket och används bland annat till bearnaisesås. Rysk dragon har inte samma distinka smak, utan är mer bitter och skarp. Dragon tillhör malörtssläktet och dess ursprungsområde tros vara södra Sibirien och Mongoliet i Centralasien. Därifrån har den spritts till större delen av Asien, Medelhavsområdet och Europa, samt till västra Nordamerika. Från början odlades den som en medicinalväxt och den har på något sätt en användning inom flera asiatiska folkgruppers, inte bara centralasiatiska utan även ryska, kinesiska, indiska och arabiska, samt amerikanska urfolks, traditionella medicin.

## Systematik
Dragon är polymorfisk och detta samt olika syn på taxonomi genom åren har gjort att örten beskrivits av flera auktorer under olika namn. Senare revideringar av systematik har i sin tur lett till förekomst av många synonymer. En större skillnad är att vissa auktorer delade upp örten i underarter eller till och med i två arter, efter kulturformerna. En vanlig syn idag är att örten dragon är en art, utan underarter, men botaniskt sett kan delas in i ett antal varieteter (förkortat var.) och två huvudsakliga kulturformer (fransk dragon och rysk dragon).
Systematik översikt:
- Artemisia dracunculus var. dracunculus (nominat) - kan ses som synonym till Artemisia dracunculus.[7] Hit hör fransk dragon och rysk dragon sett som kulturformer.[1] I en del floror förekommer fransk dragon under namnet Artemesia dranunculus var. sativa[8] och rysk dragon under namnet Artemisia dracunculus var. inodora,[9] men i andra behandlas dessa namn som synonymer till Artemisia dracunculus var. dracunculus.[10] Fransk dragon kan också kallas "tysk dragon".[2]
- Artemisia dracunculus var. changaica (Krasch.) Y.R.Ling (1982) - Mongoliet, norra och västra Kina.[11]
- Artemisia dracunculus var. pamirica (C.Winkl.) Y.R.Ling & Humphries (1988) - Centralasien till centrala Kina.[12]
- Artemisia dracunculus var. qinghaiensis Y.R.Ling (1988) - provinsen Qinghai i Kina.[13]
- Artemisia dracunculus var. turkestanica Krasch. (1946) - centrala tempererade Asien (Västasien, Centralasien, Östasien).[14]

## Beskrivning

Sammansatt klase.

Dragon är en flerårig ört med smala, 30–150 cm höga stjälkar. Bladen, som sitter tätt utefter stjälken är mörkgröna, kala och smalt lansettliknande, spetsiga i toppen och lätt tandade i kanten. De grönaktiga eller gula blommorna är små, 1–3 milimeter i diameter och bildar små, greniga klasar i bladvecken.
Rötterna är upp till 1 meter långa rotstockar, som växer horisontellt. Från rotstocken sticker här och var stjälkarna upp.
Rysk dragon blommar på sommaren, och ger många fertila frön. Frukten är en nöt.
Fransk dragon blommar juli–september, men är steril. Ibland uteblir blomningen. Fransk dragon förökas därför genom sticklingar eller delning av rotklumpen.
Några stora utseendemässiga olikheter mellan fransk dragon och rysk dragon är det inte, rysk dragon blir i allmänhet bara högre och har mer intensivt gröna blad. Den stora skillnaden mellan sorterna är istället den eteriska oljans sammansättning, där fransk dragon har ett mycket högre innehåll av estragol än rysk dragon. Små morfologiska skillnaden finns mellan sorterna för de körtlar som producerar eterisk olja. De eteriska oljornas olika sammansättning beror dock på olika biosyntetiska mekanismer och inte på morfologin.

## Utbredning
Artens ursprungsområde tros vara södra Sibirien och Mongoliet i Centralasien. Därifrån har den spritts till större delen av Asien, Medelhavsområdet och Europa, samt till västra Nordamerika.
Dragon växer vilt huvudsakligen i östra Europa till västra Sibirien, Centralasien och norra Kina samt i västra och centrala Nordamerika. I mellersta och västra Europa är den en introducerad art som räknas som naturaliserad endast i vissa områden, som Spanien, Portugal och Nederländerna. I Nordamerika är den också introducerad och senare naturaliserad. Till västra Europa kom den på medeltiden. I Nordamerika fanns den före 1800-talet.

### Förekomst i Sverige
I Sverige odlas dragon i växthus, men kan ibland påträffas förvildad i anslutning till kulturpåverkad mark från Skåne och norrut till Dalarna. Varianten rysk dragon kan påträffas ännu längre norrut.

## Biotop
Dragon växer på steniga, torra, vindskyddade platser på soliga platser eller i halvskugga, gärna i lerhaltig mark.

## Dragon och människan

### Namn
Släktnamnet Artemisia kommer av Artemis, som i grekisk mytologi var barnbördens gudinna. Det syftar på att flera artemisia-arter i folkmedicinen har använts som bot vid olika kvinnosjukdomar. Artepitetet Dracunculus är diminutiv av latinets draco som betyder drake. Dranunculos betyder alltså en liten drake, och kanske syftar på örtens drakslingrande rötter.
Trivialnamnet dragon antas, i likhet med danska/norska estragon och engelska tarragon härröra från det persiska eller arabiska namnet för växten – طرخون "tarkhūn".
På svenska finns namnet dragon belagt från 1623. Färsk dragon ingick 1775–1790 i svenska farmakologin under namnet Dracunculus herba recens. På isländska heter den Fáfnisgras (Fafnersgräs). Fafner var enligt den poetiska Eddan en drake, som dödades av hjälten Sigurðr.
Svenska synonymer är bland annat estragon och kejsarsallat (jämför oregano, som ibland kallas kungsmynta eller kungsmejram).

### I kulturen
Plinius den äldre skrev omkring år 70 att ormar flyr från den som bär dragon på sig med hänvisning till att dragon blommar i den månad romarna kallade ormmånad, det vill säga juli.

### Användning
Hackade och torkade blad används som krydda i diverse maträtter, men framförallt för att smaksätta vinäger, bearnaisesås, och majonnäs. Dragon kan även användas färsk. Som krydda anses fransk dragon bättre än rysk dragon, som har svagare och annorlunda smak.

#### Näringsinnehåll[21]
100 g torkad dragon innehåller:

Energi 1 236 kJ (295 kcal)
| Ämne                     | Mängd | Mängd | RDI (%) |
| ------------------------ | ----- | ----- | ------- |
|                          |       |       |         |
| Kolhydrater              | 50,22 | g     | 18      |
| därav kostfiber          | 7,4   | g     | 30      |
| Protein                  | 22,77 | g     | 38      |
| Aska                     | 12,03 | g     | —       |
| Vatten                   | 7,74  | g     |         |
| Fett                     | 7,24  | g     | 9       |
| Kalium                   | 3,02  | g     | 64      |
| Kalcium                  | 1,139 | g     | 114     |
| Magnesium                | 347   | mg    | 94      |
| Fosfor                   | 313   | mg    | 45      |
| Natrium                  | 62    | mg    | 4       |
| Askorbinsyra (C-vitamin) | 50    | mg    | 67      |
| Järn                     | 32,3  | mg    | 258     |
| Niacin (B3-vitamin)      | 8,95  | mg    | 60      |
| Mangan                   | 7,967 | mg    | 266     |
| Zink                     | 3,9   | mg    | 39      |
| Pyridoxin (B6-vitamin)   | 2,41  | mg    | 185     |
| Riboflavin (B2-vitamin)  | 1,339 | mg    | 89      |
| Koppar                   | 677   | μg    | 75      |
| Folat (B9-vitamin)       | 274   | μg    | 0,91    |
| Tiamin (B1-vitamin)      | 251   | μg    | 19      |
| Betakaroten              | 210   | μg    | 33      |
| A-vitamin                | 4 200 | IE    |         |
| Selen                    | 4,4   | μg    | 9       |

1. ↑  Rekommenderat dagligt intag för vuxen person, som lever på 8 400 kJ/dag. Mängden varierar i olika länders rekommendationer. Där ej annat anges, avser ovanstående tabellvärden spanska rekommendationer.
2. 1 2 3 4 5 6 7 8 9  Svenska Livsmedelsverkets rekommendation.
3. ↑  Ett samlingsnamn, innehåller även pyridoxamin och pyridoxal, C8H9NO3.
4. ↑  Förstadium, varav kroppen bildar A-vitamin

## Bildgalleri

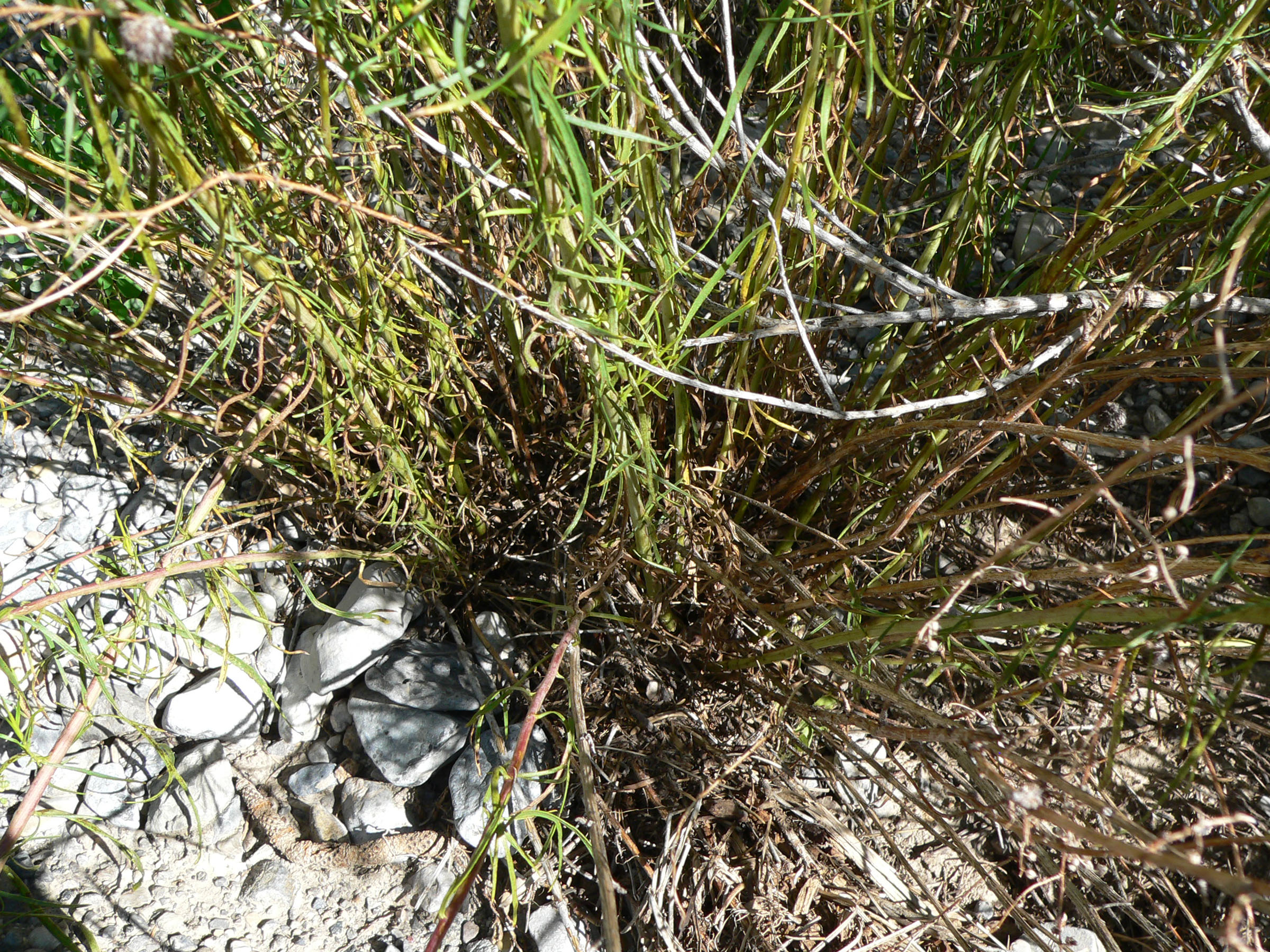
Trivs på steniga ställen Bilden visar utseendet på våren
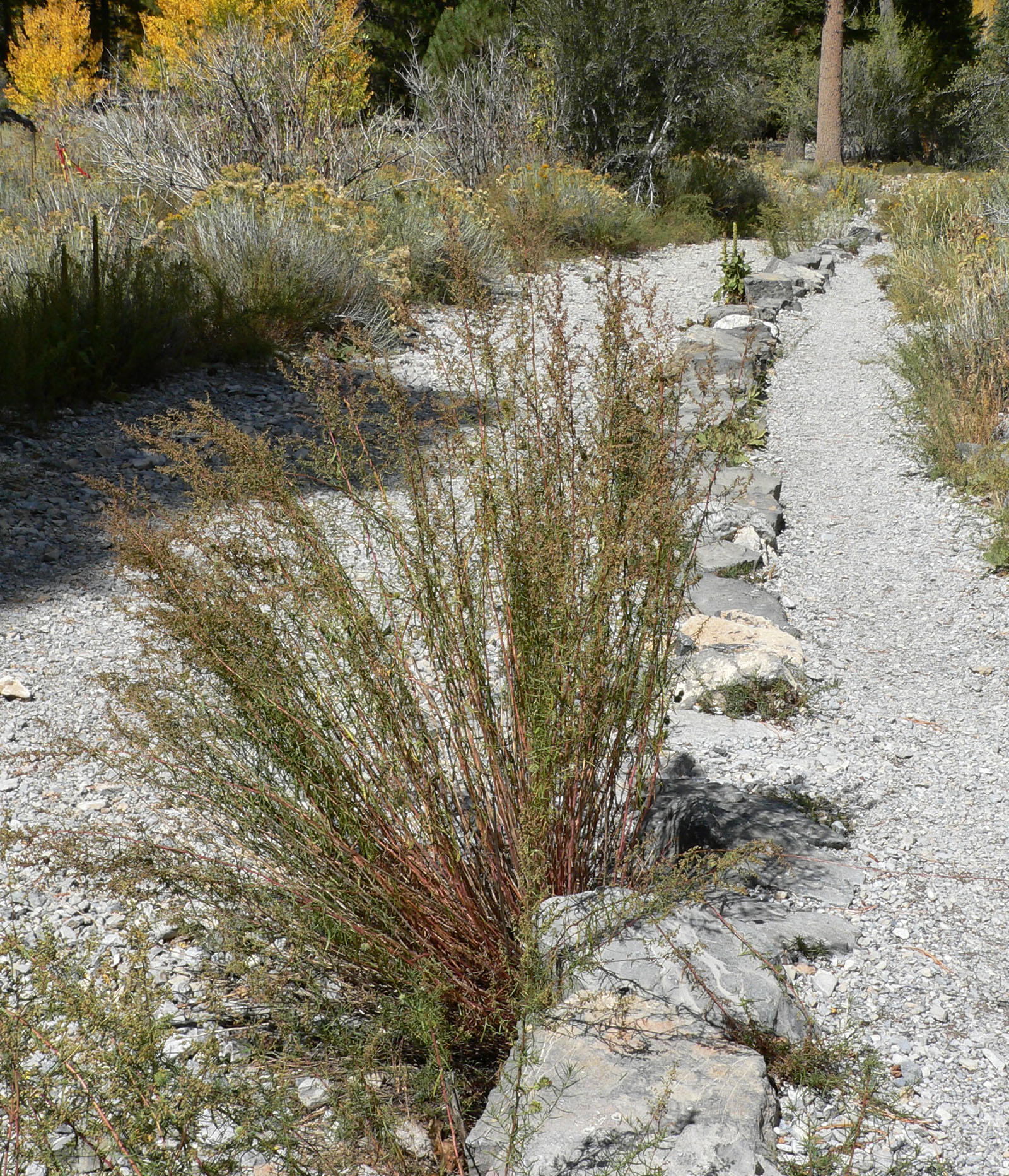
Stenigt och soligt
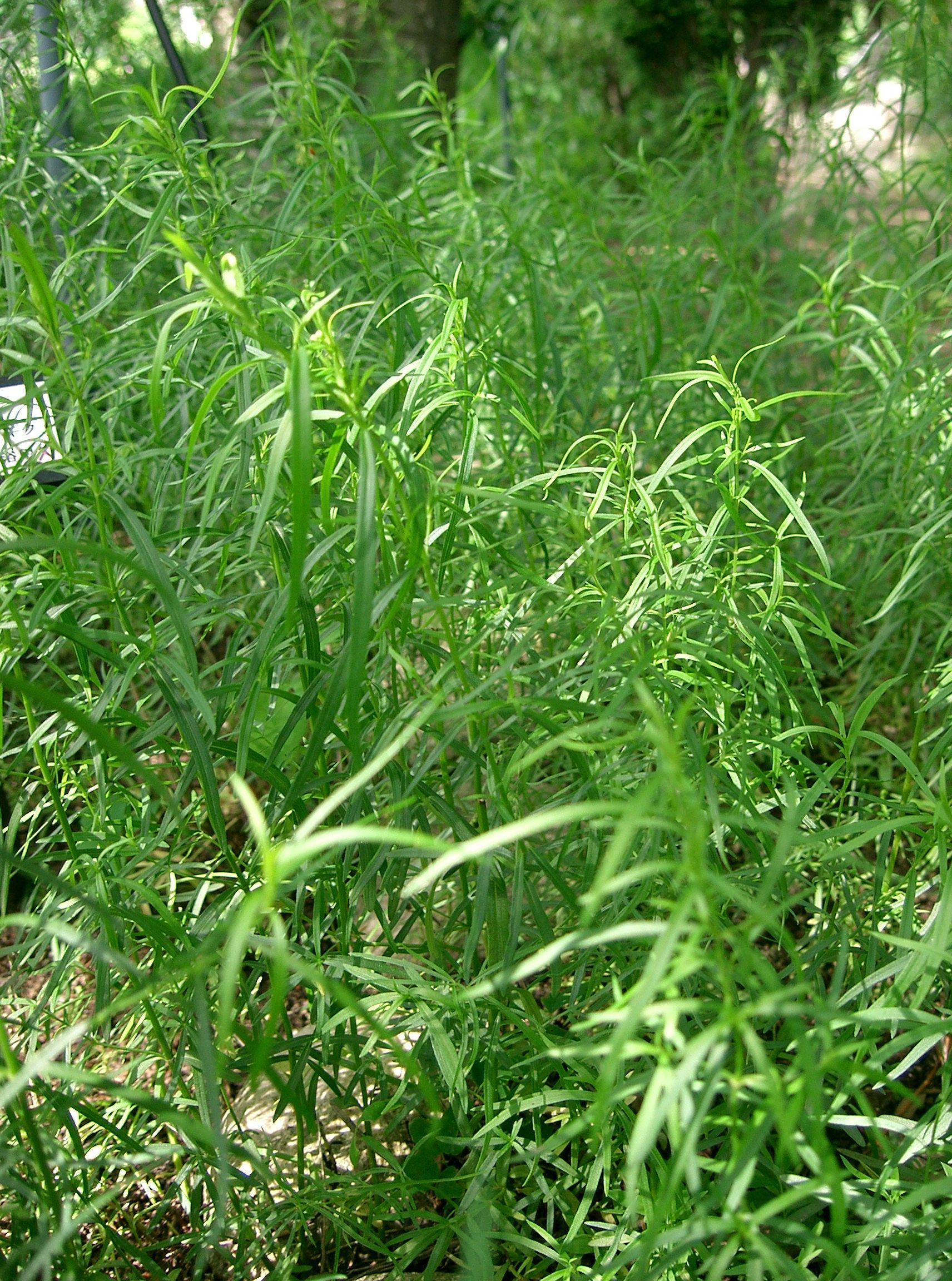
Bildar täta bestånd längs den långa rotstocken
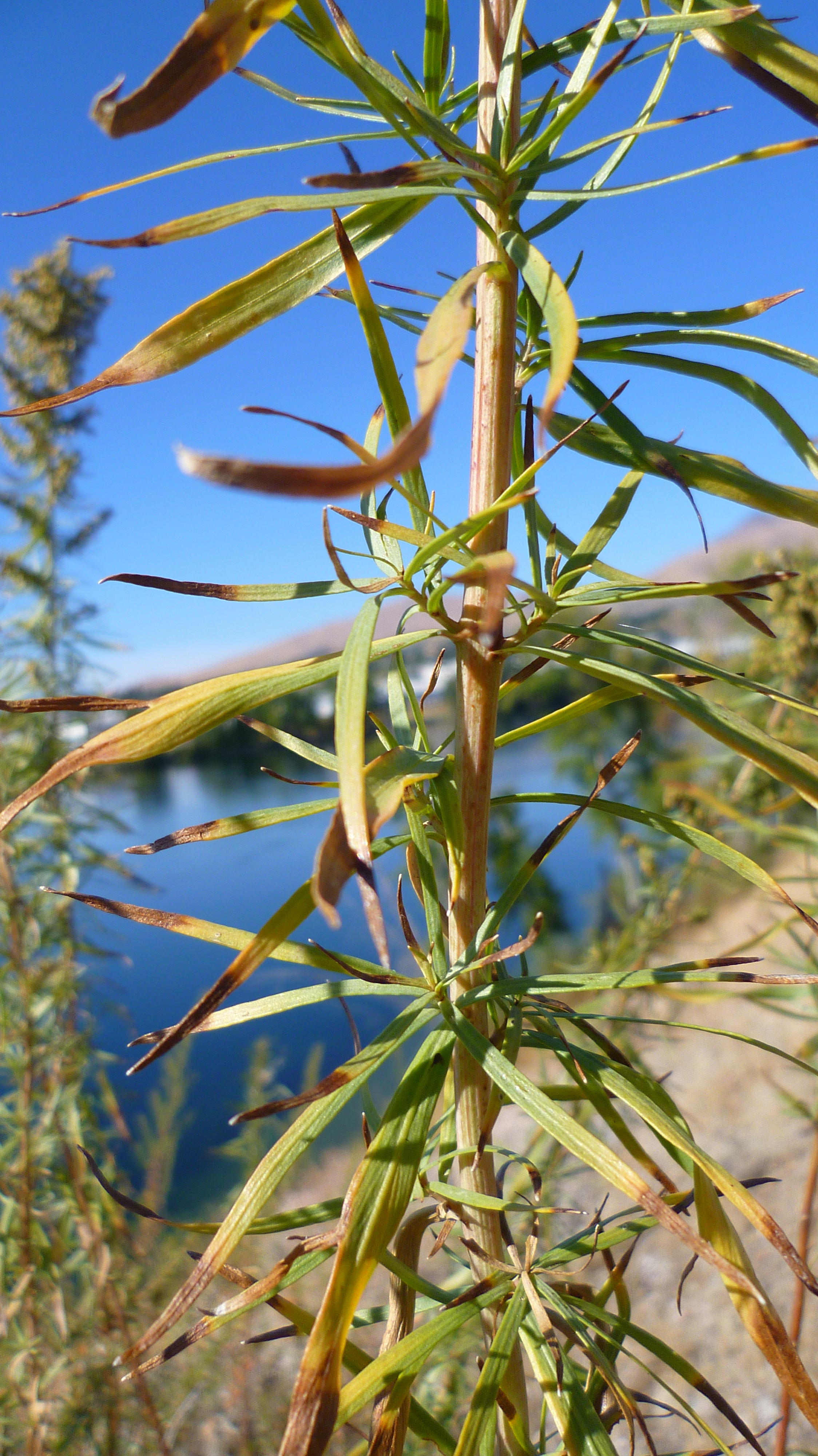
De smala bladen är spridda över hela stjälken
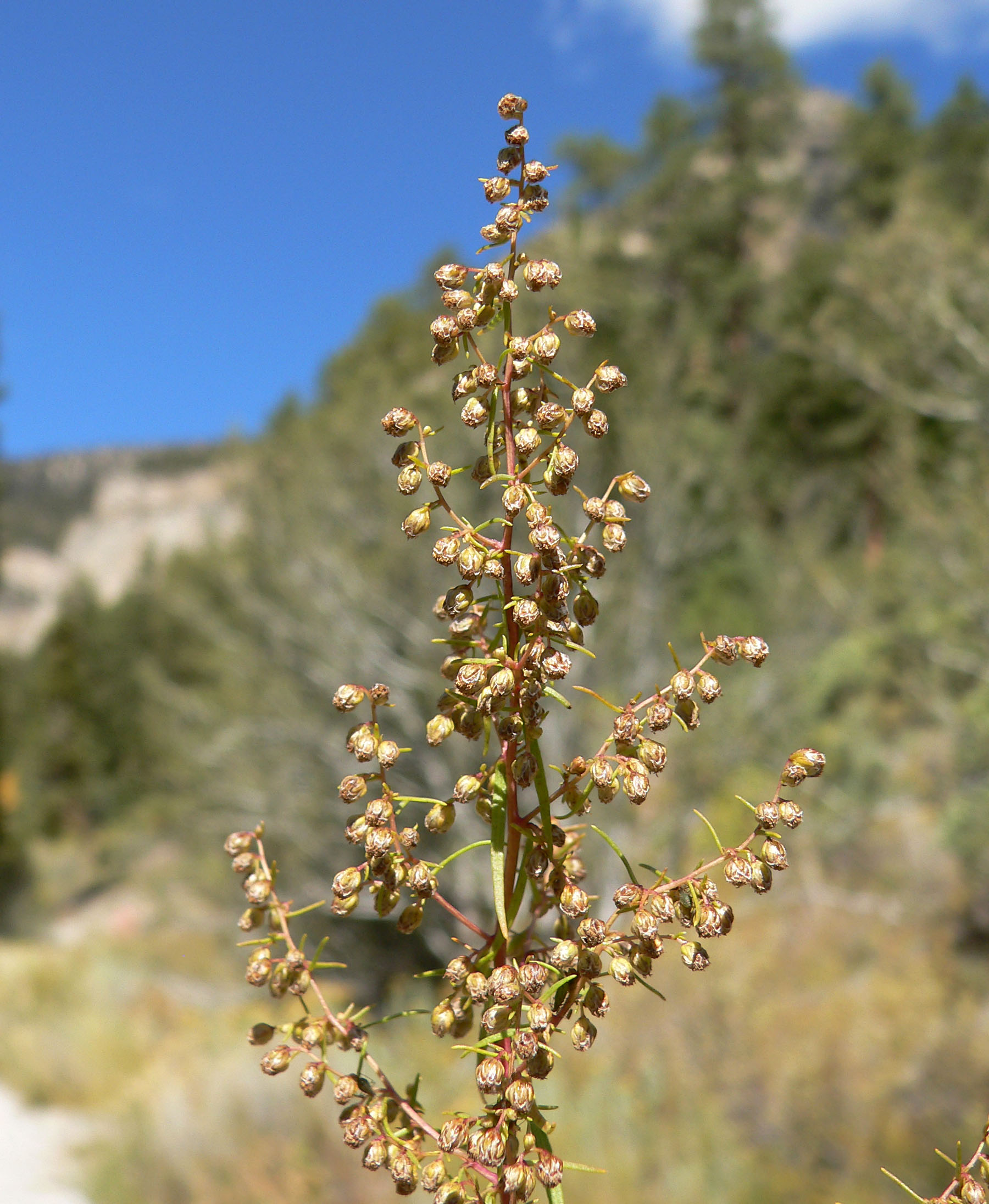
Toppskott med många knoppar
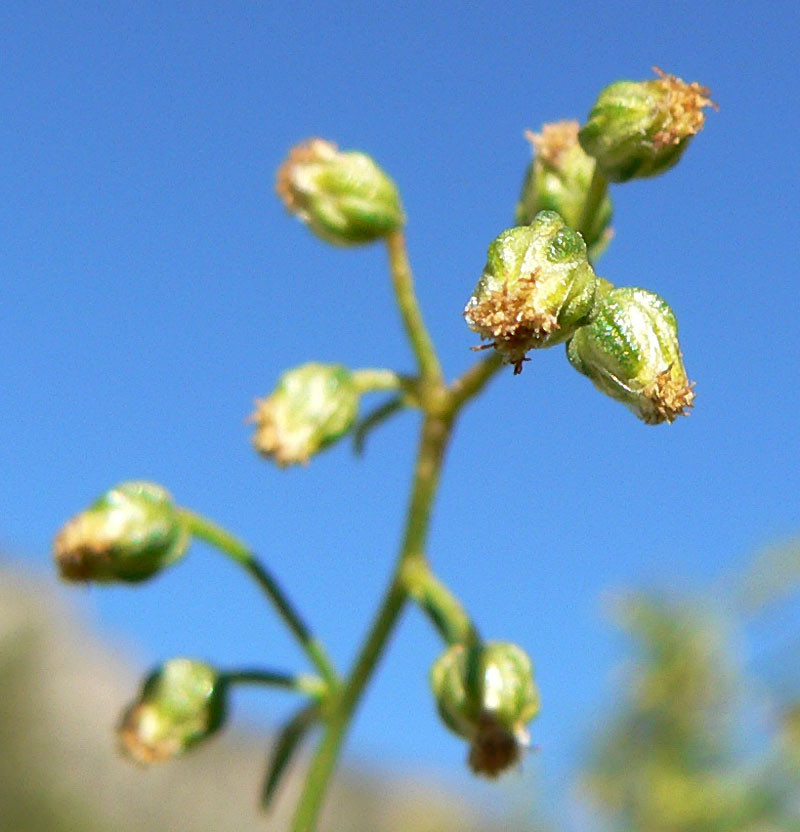
Knoppar
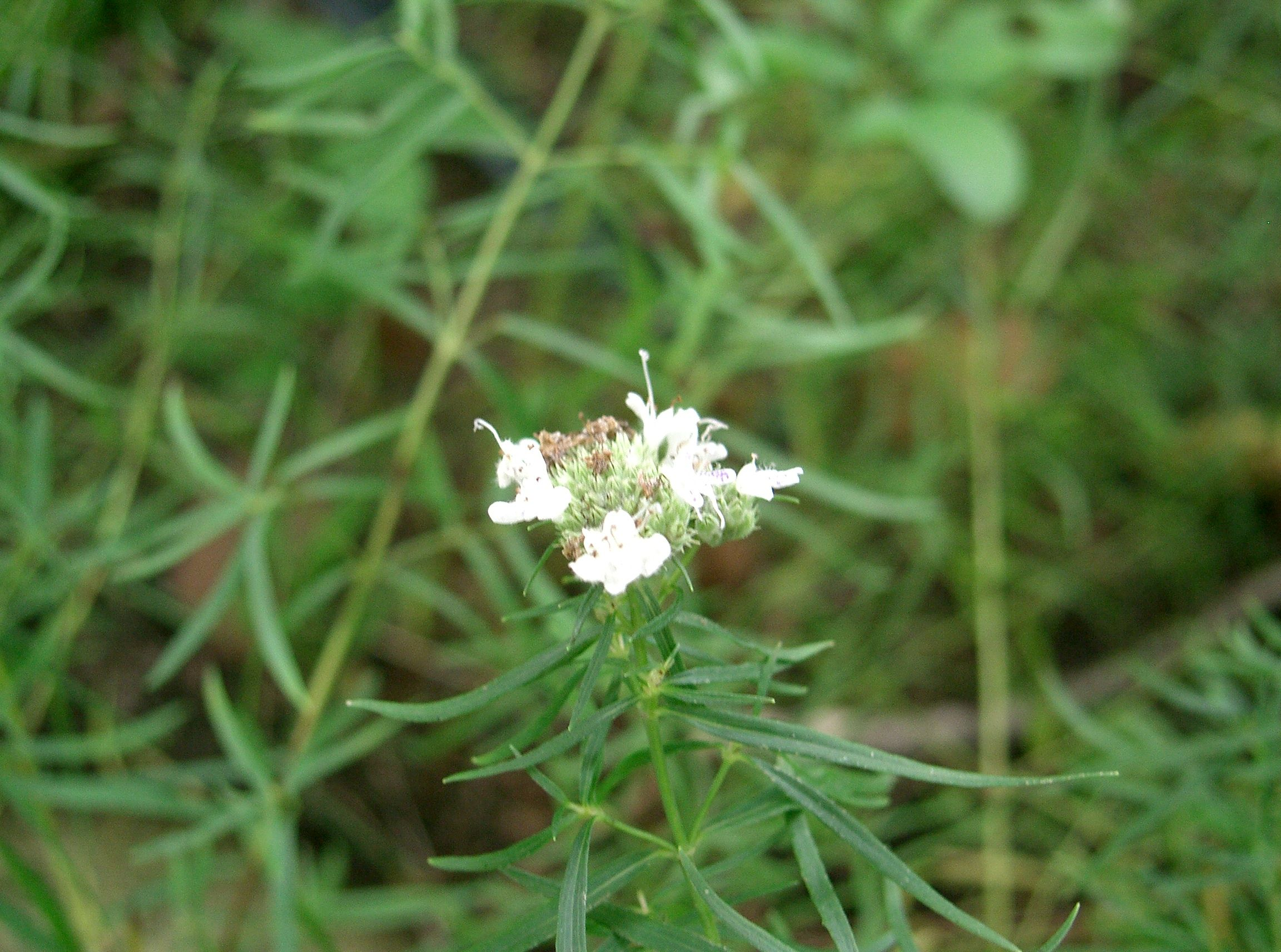
Blommor i klase
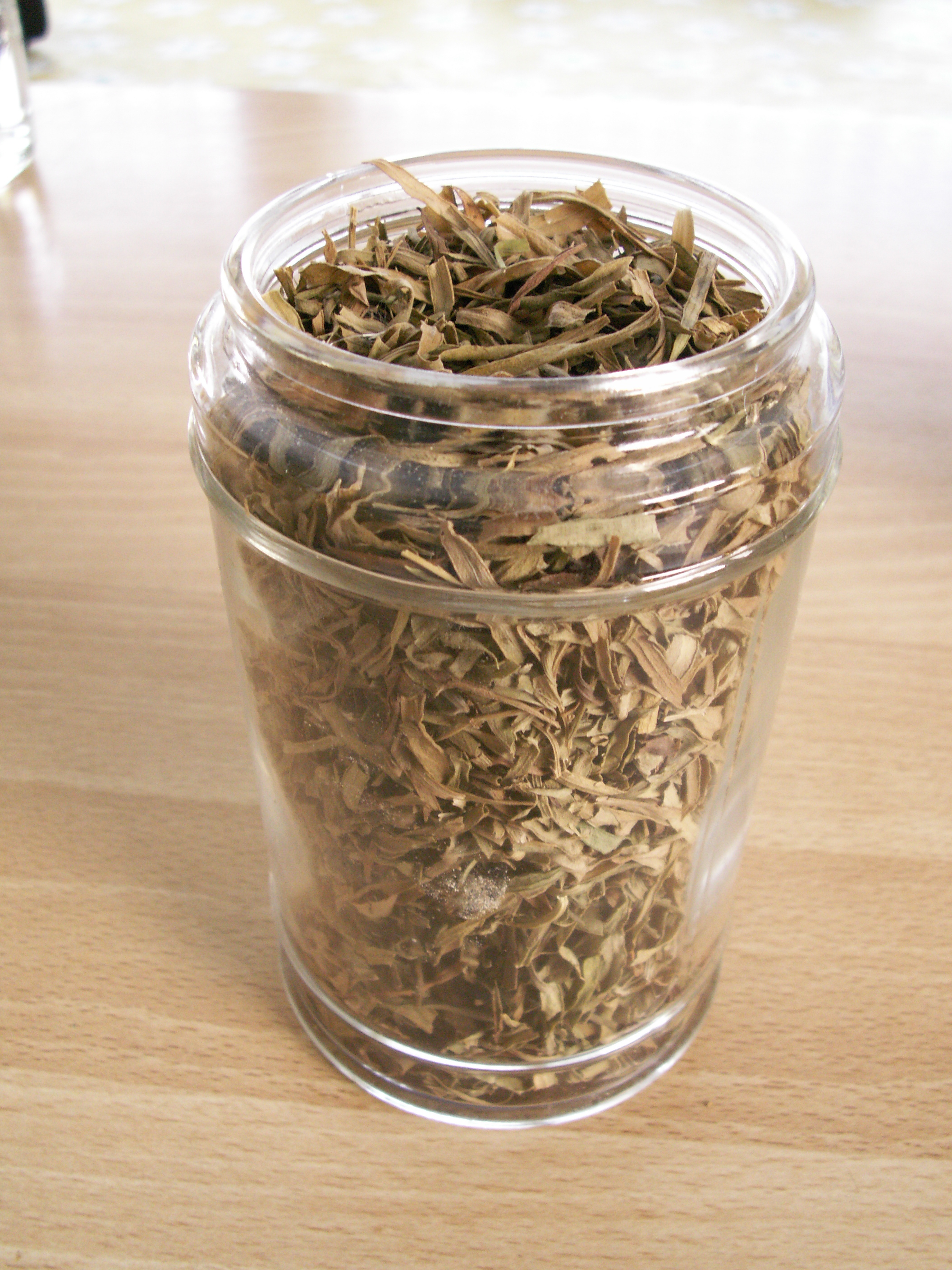
Torkade dragonblad